# Hermann Poras
Hermann Poras (n. 1 mai 1835, Cernăuți – d. 14 mai 1899) a fost un medic și politician evreu bucovinean, fondator și director al Sanatoriului și Institutului de Hidroterapie „Dr. Poras” din Solca.

## Date biografice
Hermann (Arminius) Poras s-a născut la Cernăuți, în regiunea istorică Bucovina, la data de 1 mai 1835, ca cel mai mare dintre ei doi fii ai lui Israel Poras, evreu lituanian originar din Marijampolė (Suwalkia) și al lui Hanna, născută Frankiel. A devenit orfan de tată din copilărie. 
După terminarea cursurilor gimnaziale din orașul natal, Poras este acceptat la Facultatea de medicină din Viena, pe care reușește să o absolvească la 23 decembrie 1859. Se întoarce la Cernăuți, unde lucrează ca medic la K.K. District II. În anul 1865 se căsătorește cu Henrietta Weiss din Liov. Primul lor copil, Rosa, se naște în 1869. În același an, interesul lui Poras se îndreaptă către politică. Între 1870–1871 devine reprezentant al Cernăuțiului în parlamentul austriac de la Viena. În acea perioadă, Cernăuți era capitala Ducatului Bucovina, parte integrantă a Austro-Ungariei. Ulterior, se stabilește împreună cu familia la Rădăuți și are încă patru copii: Edward, Richard, Josef și Frederica.
Devine consilier sanitar superior și apoi medic districtual al districtului politic Rădăuți, preocupându-se intensiv de înființarea unor noi unități sanitare și terapeutice în zona Bucovinei, cum ar fi spitalul orășenesc Rădăuți. De asemenea, Hermann Poras a fost timp de peste 20 de ani deputat în parlamentul bucovinean.

## Sanatoriul de la Solca
Remarcând situația geografică deosebită a localității Solca, cu potențialul ei terapeutic și existența izvoarelor cloruro-sodice, înființează în anul 1876 Sanatoriul și Institutul de Hidroterapie „Dr. Poras”, cu două secții: una cu băi medicinale și una cu electroterapie. În imediata vecinătate a sanatoriului, deschide Parcul Stațiunii Solca, cu brazi și molizi aduși de la poalele Munților Alpi, din Elveția. Parcul este recunoscut prin faptul că are cel mai ozonat aer din România, și al doilea din Europa.
Doctorul Poras continuă să locuiască în Rădăuți, însă în timpul verilor se mută la Solca pentru a se ocupa de sanatoriu, unde urmărește tratarea pacienților care suferă de boli ale sistemului nervos, boli cardiace, boli ginecologice, boli reumatoide, și mai ales, boli pulmonare. În scurt timp, reușește să atragă un număr ridicat de vizitatori și transformă Solca într-o țintă turistică. În perioada 1892–1899, urmărește dezvoltarea stațiunii, care ajunge să fie supranumită în epocă „Perla Bucovinei”. Moare la vârsta de 64 de ani, la 14 mai 1899, în urma unui infarct cardiac. Continuator al activității sale la sanatoriul din Solca devine fiul lui, doctorul Josef Poras, de asemenea absolvent al școlii medicale de la Viena (1898). În 1904, Josef Poras își aduce familia de la Viena la Cernăuți și conduce sanatoriul până în perioada Primului Război Mondial, când pleacă definitiv la Viena.
Medicul Hermann Poras este cel care a transformat Solca într-o stațiune balneoclimaterică cunoscută și vizitată de turiști din întregul imperiu austro-ungar și din Germania la sfârșitul secolului al XIX-lea și începutul secolului al XX-lea. Astfel, el a adus o contribuție majoră în dezvoltarea economică și turistică a localității bucovinene. Sanatoriul de la Solca a funcționat și în secolul al XX-lea, sub diferite nume și administrații, iar la începutul anilor 2000 a fost transformat în spital orășenesc. În prezent, în clădirile fostului Institut Poras funcționează un cămin de bătrâni.